# Spirastrella keaukaha
Spirastrella keaukaha är en svampdjursart som beskrevs av de Laubenfels 1951. Spirastrella keaukaha ingår i släktet Spirastrella och familjen Spirastrellidae.
Artens utbredningsområde är havet kring Hawaii. Inga underarter finns listade i Catalogue of Life.